# Combat ouvrier
Combat ouvrier (CO) est une organisation politique présente en Guadeloupe et en Martinique.
Mettant en avant le rôle central de la classe ouvrière dans la société et se revendiquant communiste révolutionnaire, Combat ouvrier est membre de l'Union communiste internationaliste, une organisation internationale trotskiste.
Depuis 1971, Combat ouvrier est l'organisation sœur de Lutte ouvrière dans les Caraïbes.

## Histoire
Le 16 novembre 1965, une organisation est fondée par des membres de la diaspora antillaise à Paris, lesquels publient ce jour-là un manifeste dans le journal Voix ouvrière. La nouvelle organisation prend le nom de « Ligue antillaise des travailleurs communistes ».
Proche depuis son début de l'organisation Lutte ouvrière, la ligue rentre en contact avec les travailleurs antillais émigrés travaillant aux PTT au travers d'un bulletin d'entreprise baptisé Gros Ka.
La ligue lance ensuite son propre journal en Guadeloupe et à la Martinique, Combat ouvrier, le 24 mai 1971. Lutte ouvrière décide alors de cesser la parution de son titre aux Antilles pour soutenir Combat ouvrier dans la constitution du « Parti ouvrier révolutionnaire des travailleurs antillais ».

## Presse
L'organisation publie toutes les deux semaines le journal Combat ouvrier, fondé en 1971. Il est possible de consulter les archives sur internet.
En plus de l'organe du parti, des jeunes militants et sympathisants sont à initiative du journal contestataires pour jeunes, Rebelle !.

## Résultats électoraux

### Élections présidentielles
| Année | Parti | Candidat          | Premier tour | Premier tour |
| Année | Parti | Candidat          | Voix         | % exprimés   |
| ----- | ----- | ----------------- | ------------ | ------------ |
| 1974  | LO    | Arlette Laguiller | 648          | 1,29 %       |
| 1981  | LO    | Arlette Laguiller | 472          | 0,69 %       |
| 1988  | LO    | Arlette Laguiller | 602          | 0,78 %       |
| 1995  | LO    | Arlette Laguiller | 1 894        | 2,25 %       |
| 2002  | LO    | Arlette Laguiller | 816          | 0,89 %       |
| 2007  | LO    | Arlette Laguiller | 1 834        | 1,09 %       |
| 2012  | LO    | Nathalie Arthaud  | 1 335        | 0,92 %       |
| 2017  | LO    | Nathalie Arthaud  | 1 972        | 1,76 %       |
| 2022  | LO    | Nathalie Arthaud  | 1 084        | 0,80 %       |

| Année | Parti | Candidat          | Premier tour | Premier tour |
| Année | Parti | Candidat          | Voix         | % exprimés   |
| ----- | ----- | ----------------- | ------------ | ------------ |
| 1974  | LO    | Arlette Laguiller | 931          | 1,1 %        |
| 1981  | LO    | Arlette Laguiller | 801          | 0,93 %       |
| 1988  | LO    | Arlette Laguiller | 826          | 0,71 %       |
| 1995  | LO    | Arlette Laguiller | 2 444        | 2,67 %       |
| 2002  | LO    | Arlette Laguiller | 1 055        | 1,18 %       |
| 2007  | LO    | Arlette Laguiller | 2 049        | 1,29 %       |
| 2012  | LO    | Nathalie Arthaud  | 1 442        | 0,99 %       |
| 2017  | LO    | Nathalie Arthaud  | 2 253        | 2,06 %       |
| 2022  | LO    | Nathalie Arthaud  | 1 447        | 1,18 %       |

### Élections législatives
| Année | 1er tour | 1er tour | Sièges |
| Année | Voix     | %        | Sièges |
| ----- | -------- | -------- | ------ |
| 1978  | 915      | 1,34     | 0 / 3  |
| 1981  | 1 255    | 3,03     | 0 / 3  |
| 1997  | 361      | 0,37     | 0 / 4  |
| 2007  | 1 108    | 1,16     | 0 / 4  |
| 2012  | 1 146    | 1,18     | 0 / 4  |
| 2017  | 912      | 1,22     | 0 / 4  |
| 2022  | 1 020    | 1,36     | 0 / 4  |
| 2024  | 2 277    | 2,25     | 0 / 4  |

| Année | 1er tour | 1er tour | Sièges |
| Année | Voix     | %        | Sièges |
| ----- | -------- | -------- | ------ |
| 1973  | 713      | 0,79     | 0 / 3  |
| 1978  | 1 603    | 1,58     | 0 / 3  |
| 1981  | 500      | 0,78     | 0 / 3  |
| 1986  | 3 302    | 3,01     | 0 / 4  |
| 1993  | 1 976    | 1,98     | 0 / 4  |
| 1997  | 1 292    | 1,39     | 0 / 4  |
| 2002  | 440      | 0,53     | 0 / 4  |
| 2007  | 972      | 0,99     | 0 / 4  |
| 2012  | 1 365    | 1,45     | 0 / 4  |
| 2017  | 1 248    | 1,64     | 0 / 4  |
| 2022  | 751      | 1,21     | 0 / 4  |
| 2024  | 1 028    | 1,14     | 0 / 4  |

### Élections régionales
| Tête de liste | Tête de liste       | Liste   | Premier tour | Premier tour |
| Tête de liste | Tête de liste       | Liste   | #            | %            |
| ------------- | ------------------- | ------- | ------------ | ------------ |
| 2010          | Jean-Marie Nomertin | LO - CO | 3 911        | 2,82         |
| 2015          | Jean-Marie Nomertin | CO      | 1 992        | 1,42         |
| 2021          | Jean-Marie Nomertin | CO      | 2 443        | 2,67         |

| Tête de liste | Tête de liste            | Liste | Premier tour | Premier tour |
| Tête de liste | Tête de liste            | Liste | #            | %            |
| ------------- | ------------------------ | ----- | ------------ | ------------ |
| 2010          | Ghislaine Joachim-Arnaud | CO    | 3514         | 2,72         |
| 2015          | Ghislaine Joachim-Arnaud | CO    | 2 460        | 2,04         |
| 2021          | Gabriel Jean-Marie       | CO    | 565          | 0,59         |